# Formiguer de l'Allpahuayo
El formiguer de l'Allpahuayo (Percnostola arenarum) és una espècie d'ocell de la família dels tamnofílids (Thamnophilidae) que habita el sotabosc de la selva pluvial del nord-est del Perú.